# 混合言語
混合言語（こんごうげんご、英: mixed language）は、その構造が、別々の言語に由来する二つの部分からなる言語のことである。典型的には、完全な二言語使用のコミュニティに新しく生じた言語で、そのコミュニティの母語として用いられる。単一の系統関係は認められないことが多い。混合語または混成言語（こんせいげんご）とも訳される。

## クレオール言語との違い
混合言語はクレオール言語と混同されやすいが、異なる。 クレオール言語はピジン言語が定着して母語化したもので、形態が劇的に単純化しており、親言語の複雑な屈折を保っている混合言語とは異なっている。

## 言語例
複数の文献で混合言語とされる言語には以下のようなものがある。
英語
ロマンス語とゲルマン語
ミチフ語クリー語とフランス語
メディア・レングアケチュア語とスペイン語
メードヌイ・アレウト語アレウト語とロシア語
シェルタ語英語とアイルランド語

## 日本語の混合言語説
日本語は系統不明であることから混合言語説がある。

## 混合言語の定義
混合言語の定義は曖昧である。大量の単語の借用のみでは混合言語といわず、形態にまで影響を及ぼすと混合言語とされることが多いが、絶対的な基準はない。そもそも、言語は容易に混じり合うため、すべての言語は論理的に混合言語でありうる。言語の系統が語族以上に遡れないのは、祖語が混合言語であるからと考えられ、人類史において言語の混合と分化は頻繁に繰り返されてきたものと想定される。

## 関連語・類語
- ピジン言語
- クレオール言語
- 言語接触
- スルジク